# ドン★キホーテ
『ドン★キホーテ』は、2011年7月9日から同年9月24日まで日本テレビ系列の土曜ドラマ枠で放送されていた連続テレビドラマ。主演は松田翔太と高橋克実。
初回は15分拡大して放送。ただし、放送期間の途中でデジタル放送に完全移行したため、第3話（非行少年とお散歩）をもってアナログとしての放送は終了した。また、8月20日は『24時間テレビ34』が放送されたため、休止となった。

## 概要
ドラマのタイトル「ドン★キホーテ」はミゲル・デ・セルバンテスの小説『ドン・キホーテ』から引用されている。
松田翔太は本作が同局およびゴールデン枠の連続ドラマ初主演作であり、同枠では反町隆史主演のドラマ『ドリーム☆アゲイン』以来の研音所属俳優の主演となる。
スポンサーのうち、花王は第1話の提供クレジットを自粛した（2009年の『銭ゲバ』以来の対応）。第2話は提供クレジットを表記した。味の素は3ヶ月ぶりの復帰となる。
京浜児童相談所など、殆どのシーンが京浜工業地帯の神奈川県川崎市川崎区で撮影されている。

## あらすじ
草食系のひ弱な児童相談所職員の青年、城田。任侠集団の武闘派親分、鯖島。

そんな二人がある日謎の天変地異によって、身体はそのままで魂だけが入れ替わってしまう。魂と体が入れ替わった2人は闇の中で苦しむ子供たちを救う正義のスーパーヒーローになって行く。かくして現代のドン・キホーテ&サンチョと化した、2人の行く末はいかに･･･。

## 登場人物

### 主要人物
城田 正孝（しろた まさたか）（24）
演 - 松田翔太 / 高橋克実（入れ替わり時）
新人児童福祉司。優しい性格で自己主張の弱い草食系男子。魚・肉類が苦手で、特に肉は口に入れると蕁麻疹が出てしまうため、弁当は野菜中心。下戸、また嫌煙家でもある。世界中の子供たちを幸せにしたいという思いがあるが、中々伝わらない。ヤクザが大嫌い。ヤモリを飼っていて、よく話しかける。「なるほどですね」が口癖。オシャレメガネをかけている。
元々は、川崎市役所土木課の職員だったが、勤務中に偶然父親からの虐待によって重傷を負った子供を助けたことをきっかけに、児童福祉司になることを決意し、後に児童相談所に異動することとなった。
鯖島の魂が乗り移った時には「城田本人」の身体能力があまりにも非力で「鯖島本人」の戦闘能力が発揮できず、驚愕した。
最終回で元の体に戻った後も鯖島との交流は続けている様子。
鯖島 仁（さばしま じん）（48）
演 - 高橋克実（少年期 槇岡瞭介） / 松田翔太（入れ替わり時）
京浜連合系鯖島組 組長及び7代目 京浜連合総長。強面でぶっきら棒な性格で、肉を食らいつく肉食系男子。漢字に弱く擬音語が多い、子供と公務員が大嫌い。上部組織の京浜連合では、ライバルの鯵沢と総長の座を争っている。考えることが嫌いで、「ガン・ドン・ズドン」が口癖。引いて開けるドアを押して開けるドアと勘違いし、鍵を掛けられたと思い込んで体当たりで壊して開けようとすることがある。
城田の魂が乗り移った時には、城田の意思とは裏腹に「鯖島本人」の身体に染み付いている戦闘能力を発揮してしまい、敵をなぎ倒す。
機械（パソコン、携帯電話など）に弱く、フォルダーの開き方や赤外線通信を知らないだけでなくメールも満足に打つことが出来ない。インターネットやGoogleの存在を知らず、「ネットでググる」を「網を張ってググっと引っ張る」ことと勘違いした。ヤモリに話しかけている（鯖島の体に入った）城田に「気色悪い」と言った。甲冑の中にへそくりがある。　
14歳くらいのとき京浜連合系ヤクザ組織に入門し、総長鰯原に掃除や挨拶など礼儀作法を教えてもらい、血が繋がった親父のように言葉で言い表せないほどお世話になった。
最終回で元の体に戻った後も城田との交流は続けている様子。

### 京浜児童相談所
発達障害・不登校・非行・家庭内暴力（DV）・児童虐待・育児放棄などの相談、虐待・育児放棄された子供を最長2ヶ月まで保護する施設を運営する。
水盛 ミネコ（みずもり みねこ）（45）
演 - 小林聡美
児童相談所 所長。幸子や城田を優しく見守っている。
西脇 宗佑（にしわき そうすけ）（40）
演 - 三宅弘城 / （入れ替わり時：松重豊）
児童相談所 児童福祉司チーフ。城田を厳しく指導するが育てがいがなくプラスにもならないのでイライラしていたが、城田に鯖島の魂が乗り移ってからは、徐々に彼を認めるようになる。わさびの入った緑茶がお気に入りであり、本来は(鯖島の入った)城田が神山への仕返しで緑茶に混入したものの、実際は西脇に回ったため「美味いねこれ。」と城田を褒めた。
魂が入れ替わった城田からは「西やん」と呼ばれている。
最終回で兵頭と入れ替わる。　　
難波 亜希（なんば あき）（36）
演 - 市川実和子
児童相談所 児童福祉司。仕事の忙しさを言い訳にして新人城田の面倒をみない。
児玉 恭子（こだま やすこ）（30）
演 - 紺野まひる
児童相談所児童福祉司。城田に対してクールに振る舞うが、実は心配し暖かく見守っている。しかし、城田に鯖島の魂が移ってからは、態度の悪さや勝手な行動したり自分の足を引っ張る城田（鯖島）に憤慨するようになる。
野口 楓（のぐち かえで）（27）
演 - 田村愛
児童相談所 児童心理司。仕事は出来るが、優柔不断な面がある。
大森 真治（おおもり しんじ）（54）
演 - 渡辺憲吉
児童相談所 小児科医。人当たりが良く、子供たちの診察も優しく接する。
山田
演 - 信川清順
児童相談所職員。保護されている子供たちの食事、生活などを世話する寮母的な役割を担当している。

### その他
松浦 幸子（まつうら さちこ）（17）
演 - 成海璃子（幼少期：安藤心絆）
街の不良娘。万引きを繰り返している。幼いころに母親が虐待により親権が剥奪されたことで京浜児童相談所で育った。幼少期にドン・キホーテの絵本を読んで以来、いつかこんなヒーローが現れないかと心の中で願っている。実は小さい子供の面倒を見るのが得意で、後に児相に協力するようになる。
水盛に頼るが過去に因縁があり、心は完全には開いていない。
エリ （18）
演 - 河北麻友子
幸子の仲間。幸子が奢ってくれるから遊ぶだけで本当の友達とは言えない。一哉に好意を持っている。
ヒカリ （18）
演 - 上田眞央
幸子の仲間。エリと同様、幸子が奢ってくれるから遊ぶだけの上辺だけの友達。
明石 一哉（あかし かずや）
演 - 菅田将暉（第5 - 10話）
幸子と同じ児童相談所の出身で偶然に出会う。

### 京浜連合系ヤクザ組織
鰯原 修三（いわしはら しゅうぞう）（70）
演 - 鈴々舎馬風
6代目 京浜連合総長。3ヶ月後の京浜連合記念日に引退を考えている。そこで鯖島か鯵沢に跡目を継がせたいが、これからの行動でどちらかを総長にするか決めたいと話した。
15年前、娘が当時付き合っていた男性と結婚前に子供が出来てしまったことが原因で喧嘩になり親子の縁を切る。娘は女手ひとつで孫娘ヨーコを育てるが、心労が重なり孫娘が5歳のときに亡くなる。
兎田 亀男（うさぎだ かめお）
演 - 白竜
若頭補佐。次期総長を決める重要な京浜連合組長討論会やマニフェスト発表会を取り仕切る。
22年前総長を決めるため執り行い遺恨を残し封印された伝説の極道カルタを鰯原が復活させ、7代目総長を決める重要な極道カルタの読み手を務める。

#### 鯖島組
キャバレー「ナイトイン 宝塚」の中に組事務所がある。サルサ教室を毎週火曜・木曜 午後不定期開催。
鯖島 あゆみ（さばしま あゆみ）（34）
演 - 内田有紀
鯖島の極妻、世話好きな性格でサルサを踊るのが趣味。優しそうに見えるが実は強気で嫉妬深い面もあり鯖島より強い。鯖島のことを心から愛し彼にふさわしい女性になろうと日々邁進する。そのために彼の大嫌いな子供を産むことを諦めたり、彼の体に入った城田が組の事務所にヤモリを持って来た時は、爬虫類が大の苦手であったが苦手を克服しようと努力した。鯖島との出会いは縁日のお好み焼き屋の屋台。
兵頭 大介（ひょうどう だいすけ）（42）
演 - 松重豊 / （入れ替わり時：三宅弘城）
鯖島に心酔する鯖島組の若頭。寡黙。非常に忠実で鯖島の間違いも全て正しいとリスペクトする。実は俳句が得意。最終回では西脇と入れ替わってしまう。
ヤス （24）
演 - 山根和馬
鯖島に心酔する鯖島組組員。元々は、ケンとともに喧嘩に明け暮れる日々を過ごしていたが、リンチを受け立てなくなっていたところを鯖島に拾われ、以来ケン共々鯖島組の組員となった。鮎沢組の組員に鯖島のことを馬鹿にされた時は思わず手を出してしまい、鮎沢組に人質にされた。
ケン （20）
演 - 青木健
鯖島に心酔する鯖島組組員。鯖島の間違いを正して兵頭に殴られる。元々は、ヤスとともに喧嘩に明け暮れる日々を過ごしていたが、リンチを受け立てなくなっていたところを鯖島に拾われ、以来ヤス共々鯖島組の組員となった。

#### 鯵沢組
鯵沢 卓巳（あじさわ たくみ）（49）
演 - 小木茂光
鯖島とは跡目の対立候補で性格は正反対のインテリ系ヤクザ。昔から鯖島のことをライバルだと思っている。鯵沢組は非情な活動をしているようだが、彼自身は決して卑劣な男というわけではなく、鯖島の殺害を目論んだ若頭を破門したり、総長となった鯖島に仕え鯖島組の面々と共に踊ったりしている。
ナターシャ - アナスタシャ・シュストワ
鯵沢の外国人極妻。
秋山
演 - 松永博史
鯵沢組の若頭。鯖島組を潰そうと計画する。最終回では鯵沢に内密で殺し屋を雇い、鯖島の殺害を目論むが失敗に終わり、鯵沢から破門される。その後、自分で鯖島を射殺しようとしたところ、巻き込まれそうになった子供を守ろうとした（鯖島が入った）城田に銃弾が当たり、そこで鯖島と城田は元に戻った。
組員
演 - テイ龍進、TOMO (DA PUMP)
鯖島の弱みを握ったと勘違いし鯖島組の島で玄人、一般人関係なく無担保でお金を貸し、多額の利子を付け横暴な取り立てを繰り返し行う。

### ゲスト

#### 第1話 児童虐待
見崎 駿（みさき しゅん）（6）
演 - 黒澤宏貴（第1 - 6話）
父親に虐待を受けベランダに放り出される。身長・体重は平均よりかなり下回っている。
母親と別れる時、泣いて別れたくないと訴えたが（鯖島の入った）城田は、1度離れて暮らした方がお互いの為だと助言した。
一時保護期間中は(鯖島の入った)城田が坂本亮介の自宅から持ってきた漫画『新宿鯖』を勧められ、愛読していた。
一時保護が解除されてから児童相談所を去る際に城田から「男は黙っていくんだ」と助言され、オレンジジュースを渡された。
見崎 浩一（みさき こういち）
演 - 石垣佑磨
飲食店勤務で仕事場では特に問題行動はなく良好だが、家庭内では駿に虐待する。駿を強引に連れだそうとした（鯖島が入った）城田にも暴行を加えた。駿は母親の連れ子なので血は繋がっていない。
見崎 敦子（みさき あつこ）
演 - 岩佐真悠子（第6話）
駿を愛しているが自分の心が弱く、父親の暴力から息子を助けられないでいる。暴力が始まると飲酒に逃げてしまう。
駿の為に立ち直ると約束し、浩一と別れることを決心した。その努力が認められ一時保護が解除され再び息子と暮らせるようになった。
佐藤（母親）
演 - 滝沢涼子
娘の暴力に耐えて隠そうとする。
佐藤（娘）
演 - 浜田美優
母親に暴力を振るう。
京浜警察署女性警察官
演 - 望月理恵
幸子を引き取りに来た城田を少年係に案内した。
京浜警察署少年係刑事
演 - 宇野和男
万引きで捕まった幸子を取り調べ、何回も警察にお世話になっている幸子とは顔見知り。
マンション住人
演 - 廣澤恵
駿が虐待を受けているのではないかと心配し、京浜児童相談所に通報した。話が長いおばさん。
Bar店長
演 - 松林慎司
UP's Bar。借金取りへ来た鯖島に暴行を受ける。

#### 第2話 児童引きこもり（家庭崩壊）
坂本 亮介（さかもと りょうすけ）（14）
演 - 藤原薫
中学受験に失敗し、部屋の中へ閉じ籠り、家族と1年間会話をしなくなった。漫画『新宿鯖』を全巻揃え、鯖島も気に入っていた漫画だったため、（鯖島が入った）城田に落ち着いて漫画を読むために家族と一緒に自宅を締め出された。このことがきっかけで家族と話すようになった。
坂本 修一（さかもと しゅういち）
演 - 大高洋夫
亮介の父。家庭を顧みない仕事人間（いわゆる社畜）で亮介のことを妻に押し付け、家に帰っても自室に籠って仕事をしている。（城田が入った）鯖島に亮介のことで協力を求められた時も「私を頼るんじゃない」と一喝し協力しなかった。
坂本 由美（さかもと ゆみ）
演 - 村岡希美
亮介の母。家族の顔色を窺って物事をはっきり言わない。
坂本 裕也（さかもと ゆうや）
演 - 木村遼希
亮介の兄。エリート高校生で、期末試験で忙しいからと弟を相手にしない。
女子高生
演 - 藤井萩花、宗田淑
ハンカチを落とし、城田に拾ってもらい「マジ恰好いい」と感嘆の声を上げる。
ショップ店員
演 - 服部紗弥
万引きした幸子を警察に引き渡す。

#### 第3話 少年犯罪
松岡 文也（まつおか ふみや）（13）
演 - 田中碧海
本当の友達を探している。そこに漬け込まれ、ゲームソフトの海賊盤密売の運び屋に利用されている。「仲間」とやり取りをする時は「ダニエル」というハンドルネームを使っている。
神山 竜（かみやま りゅう）
演 - 大河内浩
京浜警察署少年係刑事。文也を海賊盤密売グループの一員としてマークしている。自白しない文也に「お前の人生台無しにしてやろうか」と脅迫した。かつて鯖島を陥れて逮捕し、鯖島とあゆみの新婚旅行を台無しにしたことがある。その仕返しに（鯖島が入った）城田にわさびを混入した緑茶を飲まされそうになったが、西脇に回したために西脇が飲み、城田は西脇に「これ美味いね」と褒められたため、西脇は気に入って飲んだ。
ブローカー
演 - 外川貴博
（鯖島が入った）城田にブローカー呼ばわりされたことに激昂し、城田に暴行を加えようとしたが、止めに入った（城田が入った）鯖島に投げ飛ばされた。
文也の担任
演 - 加藤直美
文也の学校での友人関係は良好としている。
同級生
演 - 泉大智、佐藤匠、石橋樹、神谷涼太
文也と一緒に居たが友達関係ではないしあまり会話をしていない。空気の様な存在だった。
日本京浜病院の心療内科医
演 - 住田隆
城田と鯖島が、心が入れ替わったことを相談したが本気にせず、（鯖島が入った）城田に激昂され助けを求めるように逃げた。
日本京浜病院の看護師
演 - 藻田留理子
キャバクラ嬢
演 - 青山玲子、古川真奈美、黒澤佐知子
城田がボーイに「お兄さん、格好いいね」と乗せられてつい気が大きくなって来店したキャバクラ。

#### 第4話 父子家庭
森口 唯（もりぐち ゆい）（4）
演 - 栗本有規
母親が他界し父親は仕事に追われ寂しい思いをしている。自分で調理をしようとしたところ小火を起こした。人見知りで駿が話しかけた時も逃げるほどだが、城田にだけは懐く。（城田が入った）鯖島が（鯖島が入った）城田に押し付けられて子守をしているのを見た兵頭は、鯖島の隠し子と勘違いして貧血を起こした。
森口 真一（もりぐち しんいち）
演 - 柏原収史
唯の父親。ケイヒンリビングという会社で昼夜問わず忙しく働いている。
保育園園長
演 - 戸村美智子
先生
演 - 真木恵未
唯が通っている保育園。毎日、同じ服を着ている唯を心配する。
城田をナンパした女
演 - 杉本有美、中村アン
（鯖島が入った）城田の「見た目がワイルドな児童福祉司」というギャップに惚れたが、（城田が入った）鯖島を馬鹿にしたことで城田の逆鱗に触れ追い払われた。

#### 第5話 育児放棄
朝倉 修平（あさくら しゅうへい）（1）
演 - 佐藤音和
父親が他界し祖父の遺産が相続される立場にある。ゴミが散乱する部屋に放置されていた。
朝倉 麻紀（あさくら まき）
演 - 末永遥
修平の母親。CLUB SUN FISHでキャバクラ嬢をしている。修平を金儲けの道具として扱い、瀕死の状態だった修平が児相に保護された時は弁護士を使って連れ戻したが、親権が停止した途端邪魔者扱いし、あゆみに平手打ちをされた。
キャバクラ店長
演 - 須賀貴匡
CLUB SUN FISH。仕事を探していた麻紀を雇う。(鯖島の入った)城田と鯖島組が麻紀の息子の修平を児童相談所に連れ戻しに来た際は、数名の部下と共に彼らを追い出そうとしたものの、数名の部下は鯖島組の鉄挙制裁に敢えなく敗北し、店長も(城田の入った)鯖島に鉄挙制裁受けた。
斉藤
演 - 林和義
弁護士。修平を児童相談所から取り返す為に麻紀から依頼を受ける。
マンション管理人
演 - 土田アシモ
赤ちゃんの泣き声が止まないことに心配し保証人であるあゆみに連絡する。

#### 第6話 家族再生
岡崎（松浦） 玲子（おかざき（まつうら）れいこ）
演 - 西尾まり（第5話）
幸子の母親。かつて幸子に児童虐待を繰り返し行い、傷害罪で警察に逮捕される。収監され出所後姿を消すが、過去の悔恨から再び水盛の前に現れる。
6年前再婚し4歳の娘（幸子の異父妹）と3人で暮らしている。幸子は母親の姿を見て「幸せならそれでいい」とお互いの幸せな道へと歩み出した。
編集長
演 - 河原田ヤスケ
かわさきMOVEART出版社「極道ジャーナル」編集長。鯵沢組に買収されて巻頭特集にて鯵沢をフィーチャーする。

#### 第7話 プチ家出
高沢 里奈（たかざわ りな）（14）
演 - 杉咲花
プチ家出中に城田等と出会い、鰯原の「最期の」願いを叶えるために孫娘ヨーコの身代わりになってくれと頼まれ、嫌々ながら従う。
鰯原に「箸の持ち方が綺麗だ」と褒められ、今まで注がれてきた親の愛情に気付く。
里奈の両親
演 - 谷川昭一朗、築山万有美（高沢芳江）
中華料理屋「大陸」を営む。子供たちに行儀作法を厳しく教える。
孝之（たかゆき）
演 - 田中悠太
里奈の弟。
医師
演 - 久ヶ沢徹
看護師
演 - 鈴木ちなみ
鰯原を自宅で治療する。血圧計の調子が悪く「もって3日の命だ」と会話している。
京浜警察署少年係刑事
演 - 田口主将
里奈が友達と深夜徘徊しているところを保護し京浜児童相談所に引き渡す。

#### 第8話 児童登校拒否
高橋 圭太（たかはし けいた）（14）
演 - 伊藤凌
川崎市立京浜中学校2年1組。クラスの女子が付けた男子ランキングの得点が39点だと知り、ショックで心を傷つけられ学校に行けなくなる。
岩倉 貴子（いわくら たかこ）
演 - 宮田早苗（中学時代 夏居瑠奈）
2年1組担任。学校を休んでいる圭太を心配し城田に相談する。鯖島とは中学の同級生で「おたか」と呼ばれていた。
岩倉から給食費を盗んだ鯖島がクラスの同級生たちに非難されている中、唯一味方した。（鯖島が入った）城田はその借りを返すために岩倉の相談を引き受けた。
水木 マナ（みずき マナ）
演 - 西野実見
圭太のクラスメイトで圭太が想いを寄せる相手。近々、シンガポールに引っ越す。
内野 友子（うちの ゆうこ）
演 - 平田薫
ペットショップ店員、（城田が入った）鯖島が初めて恋をした相手。こんな容姿では告白出来ないと悩む。その後鯖島は入れ替わっていることを打ち明けて告白したが、気持ち悪がられた。
高橋 悦子（たかはし えつこ）
演 - 安澤千草
中学2年に進級したとき、何事にもやる気を出し頑張っていたが急に気持ちが落ち込むようになり、学校に行かなくなった息子を立ち直らせるため児童相談所に連れて行く。
矢守 好男（やもり よしお）
演 - 小松利昌
ペットのことならZOO店長。体調が悪くなったアレックス（やもり）の相談に来た鯖島を軽くあしらう。
校長
演 - 森富士夫
教頭
演 - 窪園純一
川崎市立京浜中学校の教諭。

#### 第9話 堕落父親（長女奮闘）
村松 千佳（むらまつ ちか）（12）
演 - 大橋のぞみ
幼い弟の面倒を見て、食事の世話、穴のあいた靴下を繕うしっかりした性格で駄目な父親の代わりに家庭を支える。
児童相談所が主催するお楽しみ会で使用するアルモノを城田に頼まれ最後まで諦めず作り続けた。
村松 清志（むらまつ きよし）
演 - 宮崎吐夢
千佳の母親が3年前に蒸発してから生きる気力を失ってしまう。
ギャンブルにはまり300万の借金がある。家庭のことは幼い娘に任せ堕落した毎日を送っていたが、お楽しみ会で諦めず頑張っている娘の姿を見て、頑張ることの素晴らしさを取り戻していく。
準（じゅん）
演 - 中村世渚
亮太（りょうた）
演 - 大西利空
上記2人は千佳の弟。お楽しみ会で城田から重要な仕事を頼まれる。姉が本番で間違えずセリフを言えるか心配する。
サンチョ・パンサ
演 - 三輪彩乃
花の精
演 - 古舘穂乃花
鯖島脚本・城田演出の「ドン・キホーテ」をお楽しみ会で演じた。

#### 第10話 里親
西岡 佑磨（にしおか ゆうま）（4）
演 - 松田知己
市役所土木課で勤務していた城田が立ち退き交渉で訪問した家の父親が子供に暴行を加えていた。
父親に殴られながらも子供を庇い、今回は里親を決める難しい選択を任せられる。佑磨は暴行しない、ご飯をしっかり食べさせてくれる両親を希望している。
大沢夫妻
演 - 北見誠、宮澤美保
1人目の里親候補。父親は大沢クリニックを経営している医師。
佑磨に不安を感じさせないよう心を配り、お互いが馴染むのに時間は掛かると思うがあせらず親子の絆を深めたい。
奥寺夫妻
演 - 勝矢、いせゆみこ
2人目の里親候補。父親は映画「網走3丁目の夕日」などの劇中音楽を制作している作曲家。
佑磨に素敵な音楽を沢山聞かして心を癒してあげたい、音楽には人の心を動かす力があると信じている。
石橋夫婦
演 - 今奈良孝行、萩原利映
3人目の里親候補。寿司屋を経営している。
特別な事はしてあげられないが美味しいお寿司と優しいお兄さんがいるので安心して欲しいと話す。

#### 最終話 過保護
村上 香（むらかみ かおり）（5）
演 - 遠藤璃菜
親の過保護で生まれてから外で遊んだ経験がなく、児童相談所の協力で外の空気、風を知ることが出来た。
自転車の気持ち良い疾走感や街の様々な匂いを感じ生きている実感が広がる。
村上 奈緒子（むらかみ なおこ）
演 - 宮本裕子
病的な潔癖症。子供が幼いときに病気がちで成長した今でも外に出れば大病を患うと勝手に思い込み、常に家の窓を閉め切り空気清浄機を大量に揃え、あらゆる物をビニールで覆い来客にはアルコール消毒を欠かさなかった。香を病院に連れて行くために外に出す時は、夏でも長袖の服を着せていた。
嶋部長
演 - 俵木藤汰
京浜児童相談所を統括する市役所の責任者。村上親子への案件に対して必要以上に余計なことをしないよう水盛に忠告する。
鉄砲玉
演 - 候偉
中国人の殺し屋。秋山に雇われ、鯖島の命を狙う。

## スタッフ
- 脚本 - 大石哲也、根本ノンジ
- 演出 - 中島悟、大谷太郎、松永洋一、松原浩
- 音楽 - 金子隆博
- サウンドデザイン - 石井和之
- アクションコーディネイト - 佐々木修平
- ブレーン - 根本ノンジ
- タイトルバックイラスト - スズキコージ
- OPナレーション - デビッド・キンテーロ
- プロデューサー - 山本由緒、渡邊浩仁(AX-ON)
- 協力プロデューサー - 松原浩
- 制作協力 - 日テレアックスオン
- 製作著作 - 日本テレビ

## 主題歌
オープニング
- Tema De“Don Quijote”（ドン★キホーテのテーマ）

エンディング
- SPYAIR「BEAUTIFUL DAYS」（ソニー・ミュージックアソシエイテッドレコーズ）

## 放送日程
| 話数                                                       | 放送日  | サブタイトル                       | 脚本       | 演出     | 視聴率 |
| ---------------------------------------------------------- | ------- | ---------------------------------- | ---------- | -------- | ------ |
| 第1話                                                      | 7月09日 | 子供の味方魂が入れ替わったヒーロー | 大石哲也   | 中島悟   | 11.7%  |
| 第2話                                                      | 7月16日 | 勝手にひきこもれ                   | 大石哲也   | 中島悟   | 11.0%  |
| 第3話                                                      | 7月23日 | 非行少年とお散歩                   | 大石哲也   | 大谷太郎 | 08.0%  |
| 第4話                                                      | 7月30日 | お好み焼き大作戦                   | 根本ノンジ | 大谷太郎 | 11.3%  |
| 第5話                                                      | 8月06日 | 赤ちゃん危機一髪                   | 大石哲也   | 中島悟   | 09.8%  |
| 第6話                                                      | 8月13日 | カメラマン初体験                   | 大石哲也   | 中島悟   | 12.4%  |
| 第7話                                                      | 8月27日 | 美少女は替え玉!?                   | 根本ノンジ | 松永洋一 | 10.3%  |
| 第8話                                                      | 9月03日 | 恋の絶叫ドライブ                   | 大石哲也   | 大谷太郎 | 08.7%  |
| 第9話                                                      | 9月10日 | 鉄仮面VS.ダメ親父                  | 根本ノンジ | 松原浩   | 12.8%  |
| 第10話                                                     | 9月17日 | あばよ児童相談所                   | 大石哲也   | 大谷太郎 | 11.1%  |
| 最終話                                                     | 9月24日 | 予測不能のふたり                   | 大石哲也   | 中島悟   | 12.8%  |
| 平均視聴率:10.9%（視聴率は関東地区・ビデオリサーチ社調べ） |         |                                    |            |          |        |

## DVD
2011年12月21日（水）にDVD-BOXが発売された。DVDレンタルも同日開始。
- 収録時間：本編約510分＋特典映像
- 仕様：DVD6枚組（本編Disc5枚＋特典Disc1枚）/カラー/ステレオ/ドルビーデジタル/片面1層・2層/16：9ビスタサイズ/日本語字幕（本編のみ）

映像特典
- ノンクレジット版オープニングタイトル
- クランクアップ
- スタジオセット案内～児童相談所編～
- スタジオセット案内～鯖島組編～
- PRスポット集
- PR番組「今夜スタート！ドン★キホーテのすべてを見せます!?完全ガイド」
- 城田結婚式スピーチ
- 爬虫類同好会オフ会
- 鯖島組プロモーションビデオ
- 栄光のサルサダンス大会

音声特典
- 第1話 オーディオコメンタリー

封入特典
- ブックレット（28P）
- 「極道かるた」（全96枚）一覧

## CD
2011年8月24日（水）に『ドン★キホーテ オリジナル・サウンドトラック』が発売された。
仕様
- 収録時間62分

収録内容
1. 真実のオーケストラ
2. ドン★キホーテのテーマ
3. ミゲールの思考
4. 幸せの世界に
5. ドゥルシネアのボレロ 〜チェロ〜
6. ラ・マンチャ
7. 予兆
8. 緊張
9. ひまわり
10. 希望の音楽
11. エミリオとギラルモ
12. トレスの郷愁
13. ドン★キホーテのテーマ 〜ヴァイオリン〜
14. 追跡
15. 絶望のピアノ
16. Mr.チャングイ
17. ドゥルシネアのボレロ 〜ヴォーカル〜